# Antilhas Neerlandesas nos Jogos Sul-Americanos
As Antilhas Neerlandesas foi um dos países que não participaram de todos Jogos Sul-Americanos, fazendo-se presente pela  primeira vez em 1994. Ao longo do seu histórico sempre enviou pequenas delegações para disputar este evento multidesportivo.
Esta nação era representada nos Jogos Sul-Americanos pelo Comitê Olímpico das Antilhas Neerlandesas. Em 2011, o seu comitê retirou-se da ODESUR.

## Delegação
Nos Jogos Sul-Americanos de 2010, quando de sua última participação oficial, as Antilhas Neerlandesas foram à Medellín com uma delegação de 59 atletas.

## Quadro de medalhas
Segue-se, abaixo, o histórico das Antilhas Neerlandesas nos Jogos Sul-Americanos.
| Ano   | Nação     | Cidade        | Posição | Ouro | Prata | Bronze | Total |
| 1978  | Bolívia   | La Paz        | -       | -    | -     | -      | -     |
| 1982  | Argentina | Rosario       | -       | -    | -     | -      | -     |
| 1986  | Chile     | Santiago      | -       | -    | -     | -      | -     |
| 1990  | Peru      | Lima          | -       | -    | -     | -      | -     |
| 1994  | Venezuela | Valencia      | 9/14    | 3    | 5     | 5      | 13    |
| 1998  | Equador   | Cuenca        | -       | -    | -     | -      | -     |
| 2002  | Brasil    | Brasil        | 7/14    | 3    | 2     | 7      | 12    |
| 2006  | Argentina | Buenos Aires  | 14/15   | 0    | 0     | 2      | 2     |
| 2010  | Colômbia  | Medellín[AHO] | 12/15   | 1    | 0     | 3      | 4     |
| Total | Total     |               |         | 7    | 7     | 17     | 31    |

## Desempenho
A melhor participação das Antilhas Neerlandesas nos Jogos Sul-Americanos registrou-se em 2002, no Brasil, quando ficaram com o sétimo lugar no quadro de medalhas. Nos Jogos de Valencia-1994 este país conquistou treze pódios, configurando assim o seu recorde de medalhas neste evento multidesportivo. Incluso, nestas duas edições citadas é que houve a maior quantidade de medalhas de ouro obtidas pela sua delegação, sendo o total de três em cada.
Seu pior desempenho foi estabelecido em Buenos Aires-2006, quando o país terminou no décimo quarto lugar, com duas medalhas conquistadas.

## Ligação externa
- Site oficial da Organização Desportiva Sul-Americana - ODESUR (em espanhol)